# Crabier chinois
Ardeola bacchus
Espèce
Statut de conservation UICN

 LC  : Préoccupation mineure
Le Crabier chinois (Ardeola bacchus), est une espèce de héron de la famille des Ardeidae.

## Description
Le crabier chinois est haut d'environ 50 centimètres avec des ailes blanches, un bec jaune à l'extrémité noire, des yeux et des jambes jaunes.
Pendant la saison des amours, il est très coloré : il a la tête et le cou rouge, le dos bleu et le ventre blanc. Le reste de l'année il est gris brun parsemé de blanc.

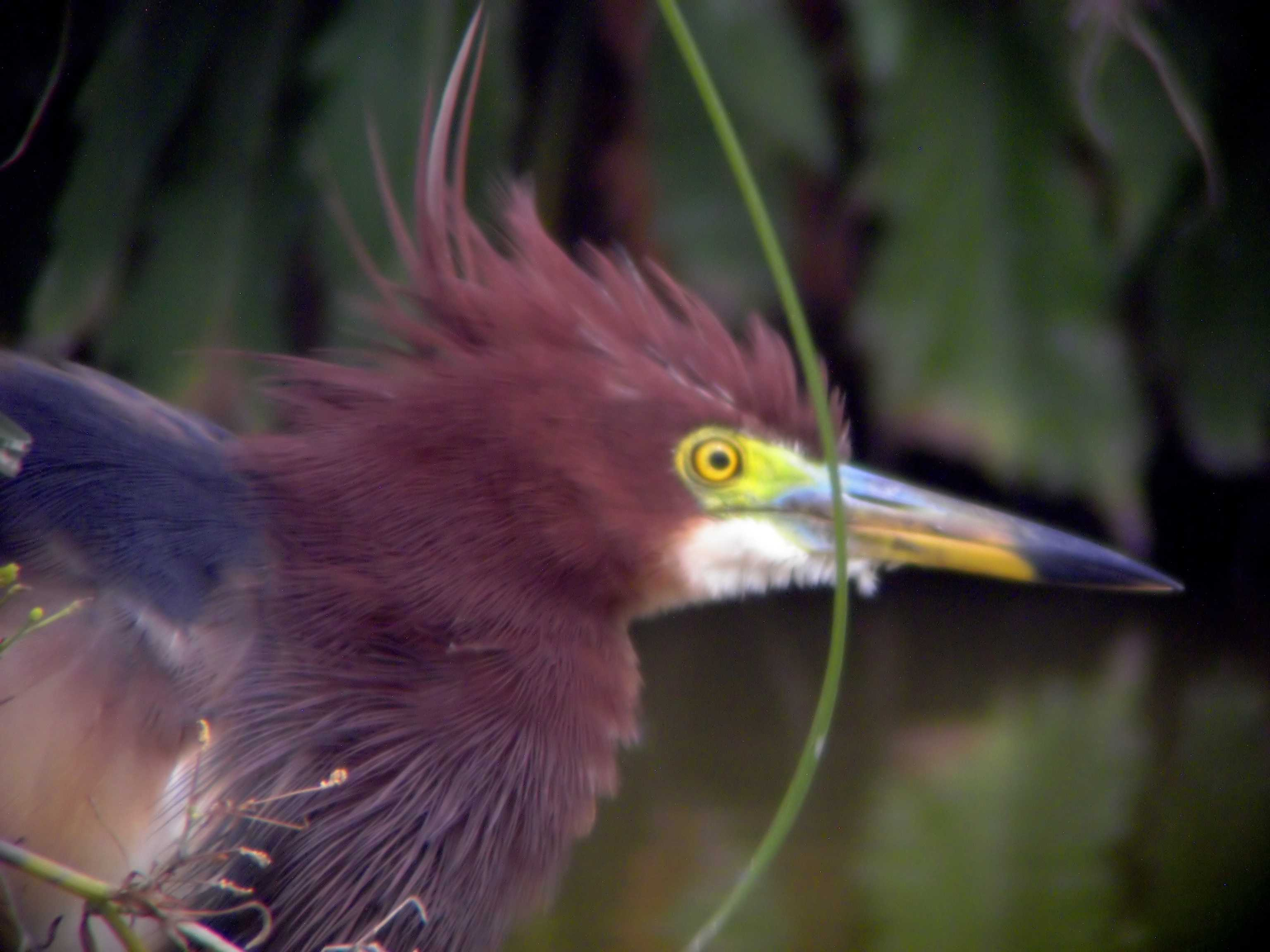
Tête de crabier chinois, plumage nuptial
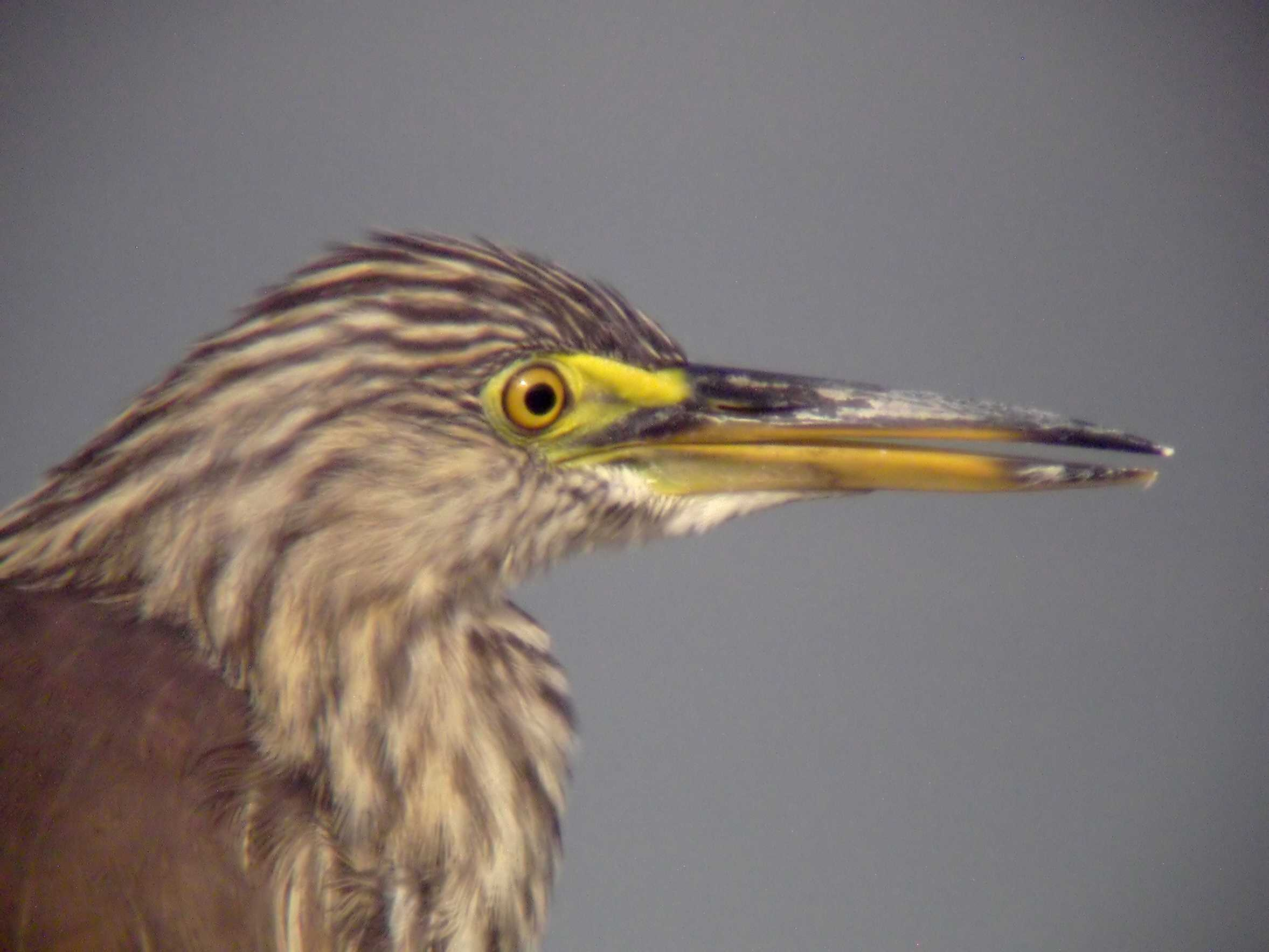
Tête de crabier chinois, plumage inter-nuptial
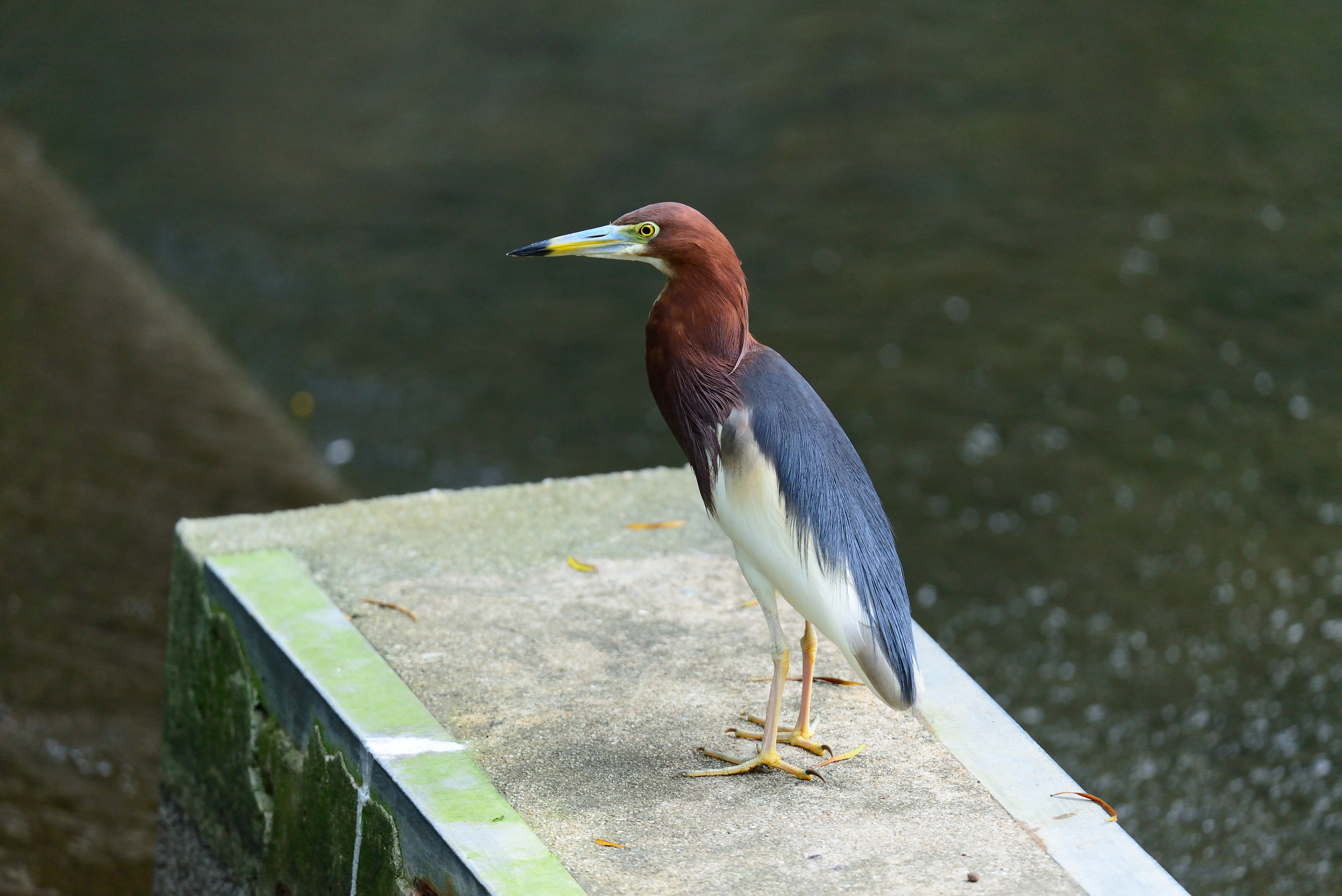
Héron crabier chinois, plumage nuptial
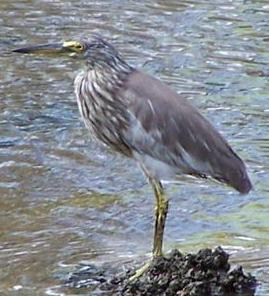
Héron crabier chinois, plumage inter-nuptial

## Répartition et habitat

zone de nidification
résident permanent
non nicheur

Le héron crabier chinois se trouve en Chine, au Japon et en Asie du Sud-Est (Vietnam, Laos, Cambodge, Thaïlande, Birmanie, Malaisie, Singapour et île de Bornéo).
Il vit dans les marais d'eau douce et d'eau saumâtre, au bord des lacs, sur les rivages marins et dans les rizières.

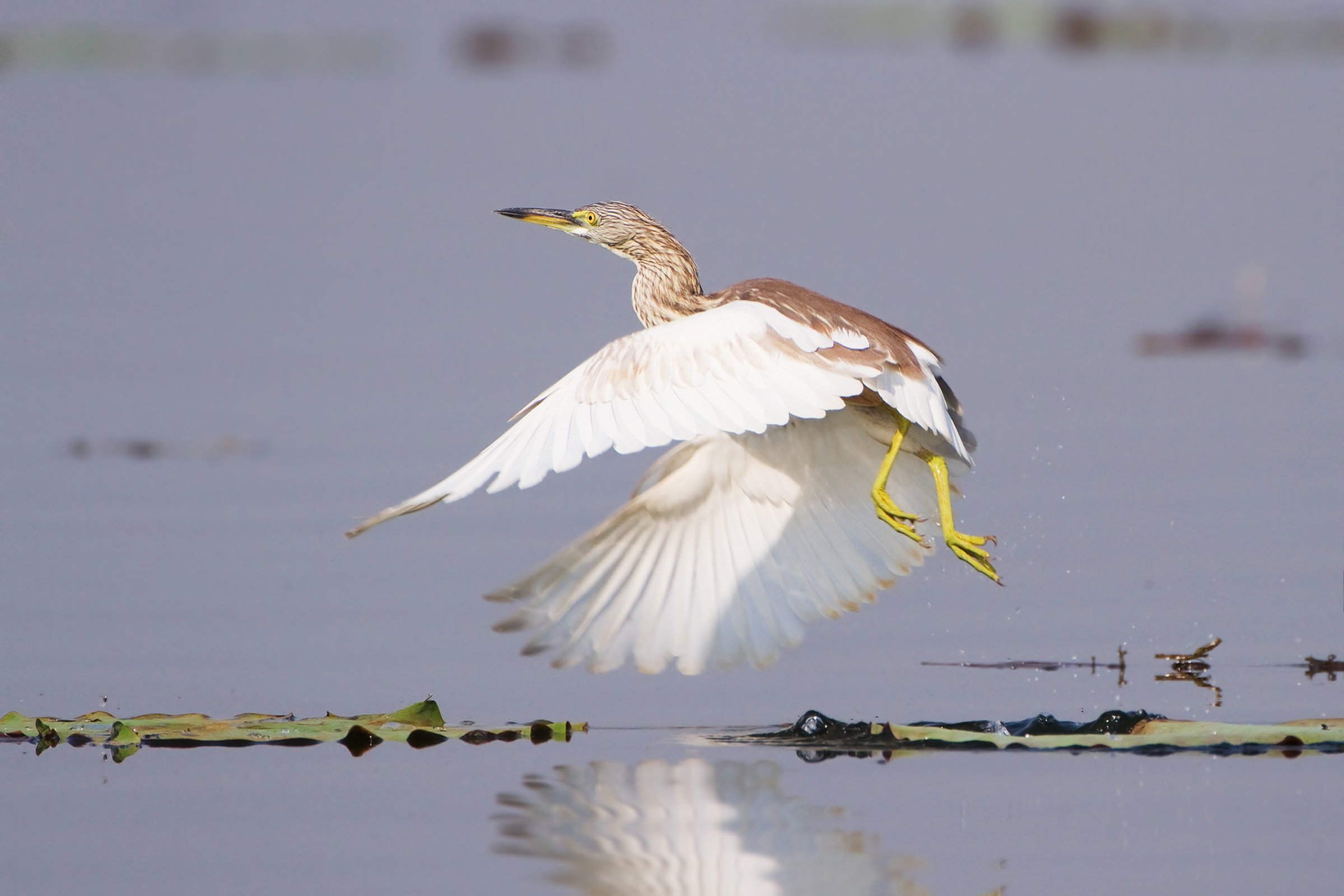
Crabier chinois en vol, Bueng Boraphet, Thaïlande

## Comportement
Cet héron vit en bande.
Il se perche fréquemment sur le dos des buffles asiatiques pour observer les alentours et, au passage, il mange les parasites du buffle (insectes et larves).

## Alimentation
Il se nourrit de petits poissons, de grenouilles, de crustacés et d'insectes aquatiques.
Il est friand de poissons grenouilles (gobie sauteur, sauteur de vase) et de crabes fantômes.

## Reproduction
Les crabiers chinois nichent en petits groupes de quelques couples et aussi en colonie avec d'autres espèces de hérons. Ils bâtissent un nid avec de petites branches, des rameaux et des roseaux. La femelle pond trois à six œufs d'un bleu-vert clair, souvent dans plusieurs nids. Mâle et femelle se relaient pour couver les œufs pendant 24 jours jusqu'à l'éclosion puis ils nourrissent leurs petits.